# Johann Friedrich Schröter
Johann Friedrich Schröter (* 20. März 1559 in Jena; † 11. Dezember 1625 ebenda) war ein deutscher Mediziner.

## Leben
Schröter trug als Sohn von Johannes von Schröter den Titel eines kaiserlichen Pfalzgrafen. Nach anfänglicher Privatausbildung bezog er in jungen Jahren die Universität Jena, wo er zunächst ein Studium der philosophischen Wissenschaften absolvierte. Mit fünfzehn Jahren erwarb er den philosophischen Baccalaurusgrad und wurde im Januar 1577 Magister der Philosophie. Danach absolvierte er eine Kavaliersreise. Diese führte ihn an die Universität Leipzig, an die Universität Leiden, an die Universität Wien und schließlich an die Universität Basel. In Basel promovierte er 1581 zum Doktor der Medizin.
1582 weilte er noch an der Universität Padua, wo er sich am 21. Oktober 1577 immatrikuliert hatte, und hielt sich in Genua auf. Noch im selben Jahr kehrte er nach Jena zurück und wurde 1583 ordentlicher Professor der Medizin an der Salana. Als solcher fungierte er im Wintersemester 1586 als Rektor der Alma Mater. 1588 zog er als Physicus nach Bautzen. Nachdem er am 31. März 1593 in Basel zum Doktor der Rechte promoviert wurde, kehrte er nach Jena zurück, wo er wieder seinen medizinischen Lehrstuhl übernahm. Der auch als Doppeldoktor bezeichnete Schröter verstarb in Jena an der dort grassierenden Pest.

## Familie
Schröter heiratete am 3. Februar 1582 in Jena Barbara Vogel (* 9. Februar 1566 in Dresden; † 9. Februar 1631 in Jena), die Tochter des Dresdner Geheimrats und Bürgermeisters Elias Vogel und der Sibylle Scheutzlich. Aus der Ehe stammen Kinder. Von diesen kennt man:
- Johann Friedrich Schröter (†  5. August 1676 in Jena), Doktorand Jur.
- Peter Elias Schröter (* 1690 in Bautzen; † 11. November 1625 in Jena)
- Friedrich Schröter
- Johann Jacob Schröter (* 16. Juli 1599 in Jena; † 4. November 1600 ebd.), immatr. Wintersemester 1600 Uni. Jena
- Magdalene Schröter
- Sibylle Schröter († 5. April 1591 in Bautzen)
- Barbara Anna Schröter ⚭ mit dem sächsisch weimarischen Kriegsrat und Syndicus in Jena Christian Vollhard (auch Vollhart, Vollhardt, * Dresden; † 17. Mai 1654 in Jena)
  - Johann Christian Vollhardt (* 1615 in Jena; † 18. Januar 1690 in Bautzen) Landphysikus Bautzen u. kurf. sächs. Leibarzt
  - Sabine Vollhard ⚭ 25. Oktober 1645 in Jena mit dem Diakon in Dresden Johann Hertzog (18. Januar 1615 in Naumburg; † 23. November 1657 in Dresden)
  - Johann Friedrich Volhardt (Vollhardt 1619 in Jena; † 1688 in Königsbrück), Pfarrer
  - Maria Vollhard
- Anna Marie Schröter ⚭ Johann Georg Pietsch (* Zwickau) Dr. jur.

## Werke (Auswahl)
- Liber de omnibus totius corpis humani humoribus. Padua 1582.
- Disp. de Putredine. Jena 1583.
- Diss. de natura et origine calidi innati. Jena 1583.
- Disp. de calculo renum & vesicae urinariae. Jena 1583.
- Oratio de medicinae praestantia. Jena 1684.
- Commentarius in librum in Hippocratis Peri phuseos anthropou. Quibus adjectae sunt digressiones duae ejusdem autoris de propagatione et autoribus philosophiae, nec non de praecipuis illustrium philosophorum ante Aristotelem circa principiagenerationis opinionibus. Jena 1585.
- Quaest utrum Aristotelis intellectus nostri immoralitatem cognoverit & ad emdem responsionem. Jena 1585.
- De propagatione & auctoribus philosophiae. Jena 1585.
- De praecipuis circa principia generationis philosophorum opinionibus. Jena 1585.
- Exercitationum accommodatarum ad universae medicinae partes. Jena 1599.
- Repetitio Augustiss. C. Quae Sint Regalia In Usibus Feudorum. Jena 1603.
- Diss. de Convulsione. Jena 1604.
- Agōnisma Medicum, De Sanitate Et Indicationibus. Jena 1609.
- Disp. de Epilepsis. Jena 1619.
- Diss. de sanitate et indicatoribus. Jena 1619.